# ناحیه دونااوی‌واروش
ناحیهٔ دونااوی‌واروش (به مجاری:  Dunaújvárosi járás) یک ناحیه در مجارستان است که در فیر واقع شده‌است. ناحیهٔ دونااوی‌واروش ۶۵۰٫۰۵ کیلومتر مربع مساحت و ۹۴٬۴۱۴ نفر جمعیت دارد.